# Postānū
Postānū (persiska: پستانو, Bostānū, بندر بستانو) är en ort i Iran.   Den ligger i provinsen Hormozgan, i den södra delen av landet, 1 000 km söder om huvudstaden Teheran. Postānū ligger 5 meter över havet och antalet invånare är 642.
Terrängen runt Postānū är platt åt nordost, men norrut är den kuperad. Havet är nära Postānū åt sydväst. Närmaste större samhälle är Gāvbandī, 9,8 km norr om Postānū. 